# Петраші
Петраші́ — село в Усть-Путильській сільській громаді Вижницького району Чернівецькій області України.

## Географія
В північній околиці села (на високому правому березі Черемошу) розташована геологічна пам'ятка природи — «Петрашівська стінка». 
Через село тече струмок Білий Потік, лівий доплив річки Товарниці.

## Населення

### Мова
Розподіл населення за рідною мовою за даними перепису 2001 року:
| Мова       | Кількість | Відсоток |
| ---------- | --------- | -------- |
| українська | 462       | 99.57%   |
| російська  | 2         | 0.43%    |
| Усього     | 464       | 100%     |

## Світлини

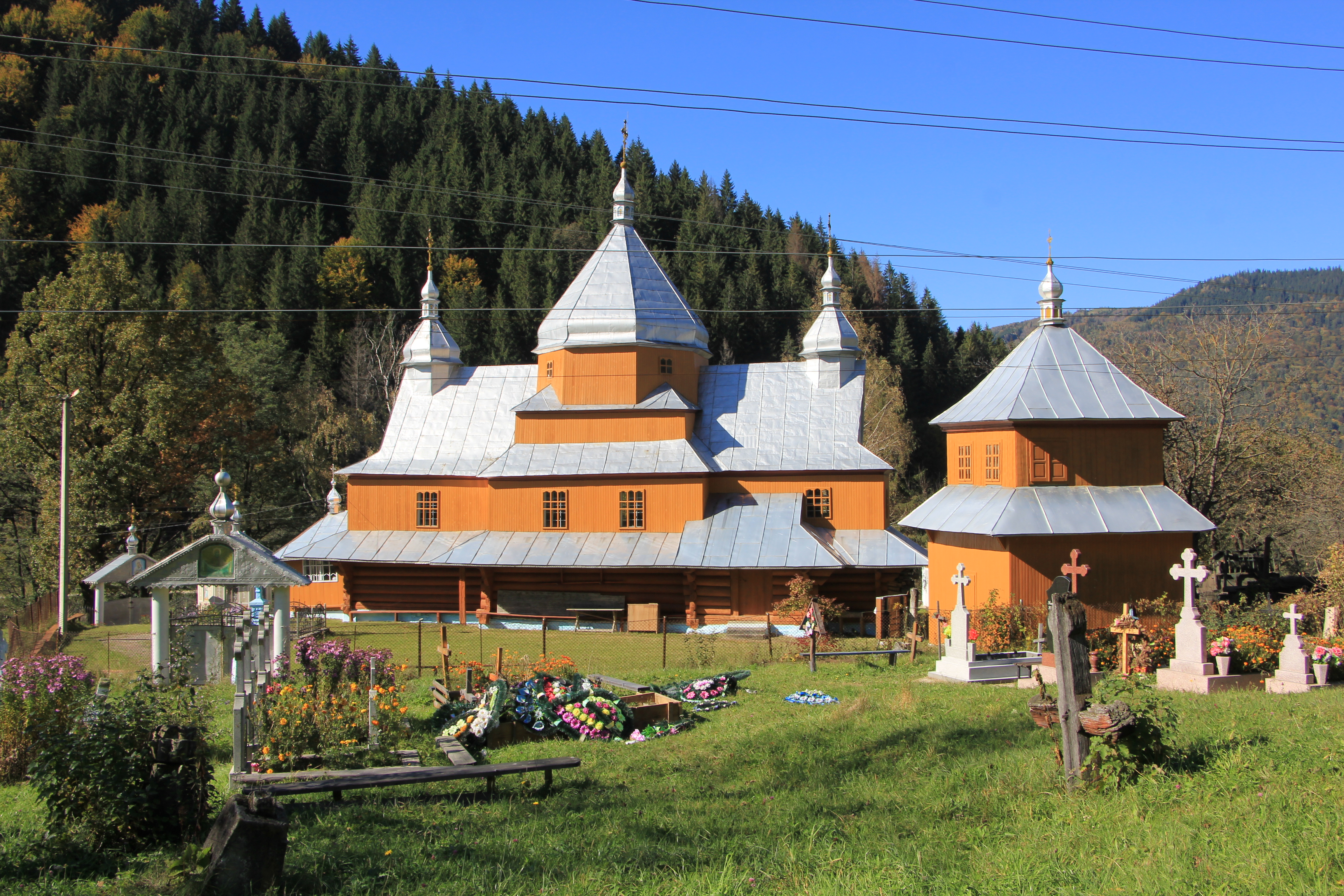
Дерев'яна церква Різдва Пресвятої Богородиці (1863 рік)
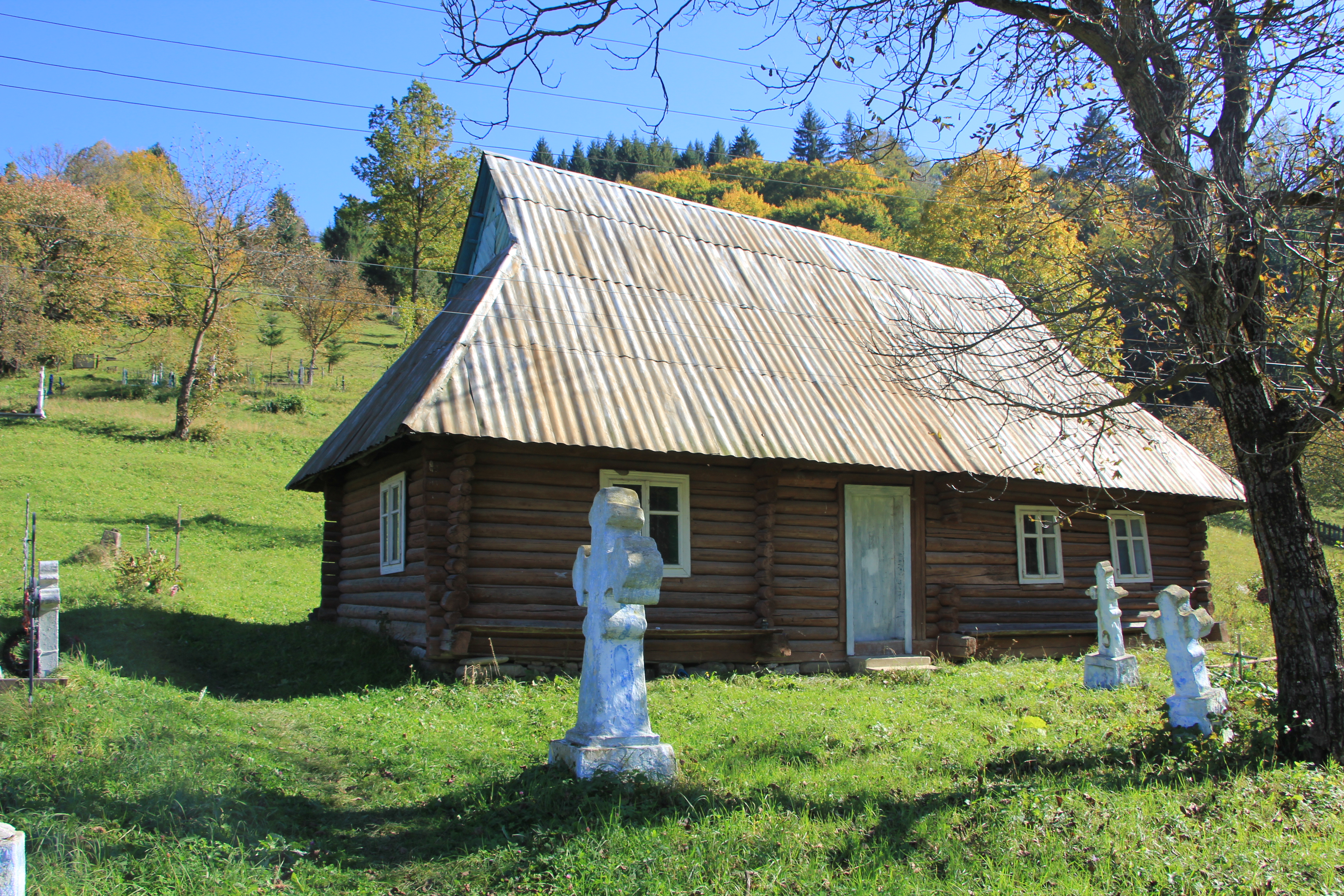
Стара дерев'яна хата — біля церкви Різдва Песвятої Богородиці.
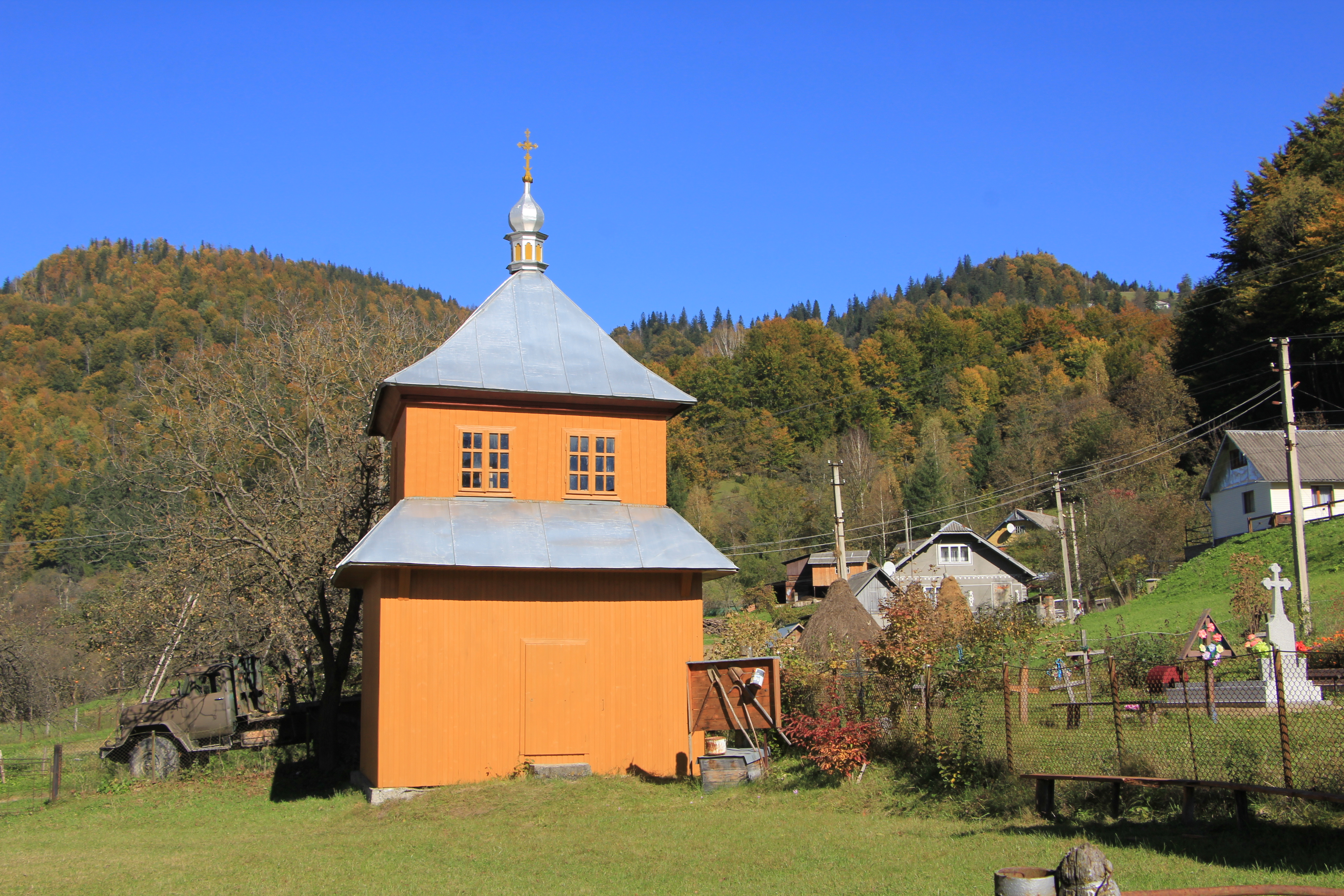
Дзвіниця церкви Різдва Пр. Богородиці (1863 рік)